# 伍茲湖縣
伍茲湖縣（英語：Lake of the Woods County）是美国明尼蘇達州，也是美國最北部的一個縣（更北的阿拉斯加州並無縣級建制，只有自治市鎮和人口普查區），面積4,597平方公里；而該縣最北點西北角（Northwes Angle）是美國本土最北點，再往北就是加拿大。根據2020年美國人口普查，共有人口3,763人。縣治包地特（Baudette）。該縣成立於1922年11月28日，是該州最後成立的縣；縣名來自伍茲湖（Lake of the Woods）。